# Vickers-Berthier
Le Vickers–Berthier (VB) est un fusil-mitrailleur manufacturé par la compagnie britannique Vickers-Armstrong, adopté par l'Armée indienne britannique et utilisée en combat durant la Seconde Guerre mondiale.

## Histoire

### Fusil Mitrailleur Berthier
Le Vickers–Berthier est basé sur un design Français datant d'avant la Première Guerre mondiale. Il est présenté à l'infanterie sous le nom Fusil Mitrailleur Berthier Modèle 1910, Modèle 1911, Modèle 1912, Modèle 1916 et Modèle 1920. Il est aussi proposé à l'armée américaine en 1918, sans succès. Une autre version, le Fusil Mitrailleur Berthier Modèle 1922 de la Manu, est proposé pour remplacer le Chauchat de l'Armée de terre mais perd face au FM MAC 1924.

### Vickers–Berthier
En 1925, Vickers achète la licence pour le Berthier modèle 1922 pour le produire dans leur usine de Crayford en remplacement du Lewis Mark I. Le VB est alors un alternative pour la mitrailleuse Vickers.
À partir de 1932, l'Armée britannique teste différentes mitrailleuses dont le Vickers–Berthier, en compétition avec le ZB-26 qu'elle adopta modifiée et sous le nom de Bren, la conception de cette arme est relativement similaire a celle du VB. Le Vickers–Berthier est adopté par l'Armée indienne britannique en 1933. Une ligne de production de Vickers–Berthier Mk 3 est installée a la fabrique d'armes d'Ichhapur.

## Conception
Le Vickers–Berthier a un chargeur de 30 cartouches et un bipied, il utilise un chargeur incurvé monté sur le dessus, similaire a celui du Bren.
Il pèse environ 1 kg de plus que le Bren, il est aussi légèrement plus long. la cadence de tir est plus lente, à 500 coups/min. Le seul majeur avantage du VB par rapport au Bren est sa simplicité de fabrication.
Il existe 5 version différentes : Mk I, Mk II, Mk II léger, Mk III et Mk IIIB. Les Mark 1 sont introduits en 1928, les Mark 2 en 1931 et les Mark 3 en 1933.

## Utilisation
En dehors de l'Inde, il est vendu uniquement a la Lettonie et la Bolivie, mais le design est modifié en Vickers K, pour utilisation dans des avions.
En Inde, il est remplacé par le Bren à partir de 1942 mais reste utilisé par les unités de réserve de l'Armée de terre indienne jusque dans les années 1980.

### Pays utilisateurs
- Bolivie[8]
- Raj britannique
- Inde
- Lettonie[9] : Au moins 800 Mk I à partir d'avril 1936[10],[11];
- Paraguay : Capturé à la Bolivie[8];
- Portugal : Un faible nombre acheté[3]sous le nom m/931;
- Royaume d'Espagne : Un faible nombre acheté[3];
- République espagnole : 322 acheté au Paraguay en 1936[8];
- Royaume-Uni : Usage limité en Asie[12];
- Talibans : Des Vickers–Berthier aurait été utilisé par les Talibans[13].

### Offres échouées
- Grèce : Testé par l'Armée hellénique en 1925 qui commanda finalement des Hotchkiss 1922.
- Royaume de Roumanie : Testé entre 1927 et 1928, sans succès.

### Les guerres du Vickers-Berthier
- Le Vickers–Berthier servi dans les années 1930, durant la guerre d'Espagne et la guerre du Chaco.
- Le Corps expéditionnaire français d'Extrême-Orient employa des armes issues des surplus britanniques conjointement au Bren lors de la Guerre d'Indochine.